# Resolução 71 do Conselho de Segurança das Nações Unidas
Resolução 71 do Conselho de Segurança das Nações Unidas, aprovada em 27 de julho de 1949,  solicitado pela Assembleia Geral em que condições Liechtenstein pode se tornar uma parte do Estatuto do Tribunal Internacional de Justiça. O Conselho determinou que Liechtenstein deveria aceitar as cláusulas do Estatuto, aceitar todas as obrigações de um membro das Nações Unidas, nos termos do artigo 94 da Carta, comprometem-se a contribuir para as despesas do Tribunal devendo o governo nacional ratificar o Estatuto, Liechtenstein se tornaria parte no Estatuto do Tribunal Internacional de Justiça.
Foi aprovada com 9 votos, com duas abstenções da Ucrânia e a União Soviética.